# 열아홉살 쌩머리
"열아홉살 쌩머리"(Straight Hair At Nineteen)는 한국에서 제작된 고영남 감독의 1985년 영화이다. 윤유선 등이 주연으로 출연하였고 김원두 등이 제작에 참여하였다.

## 출연

### 주연
- 윤유선 ... 소희 역
- 하재영 ... 남준 역

### 조연
- 민복기
- 김기주
- 엄도율
- 한윤경
- 국정환
- 김만해
- 김인문
- 정세혁
- 조용수
- 길달호
- 황인숙
- 이완희
- 최일
- 신동욱
- 이예성
- 박상진

## 기타
- 제작실장: 안정무
- 제작부장: 박정남
- 촬영부: 서일용
- 촬영부: 김현수
- 촬영부: 백종훈
- 조명: 손한수
- 조명부: 조영철
- 조명부: 인성열
- 조명부: 최경선
- 조명부: 조혜영
- 그립: 최승화
- 연출부: 신경남
- 연출부: 정흥순
- 연출부: 김진욱
- 스크립터: 윤희정
- 붐어시스턴트: 손인호
- 현상: 세방현상소
- 효과: 이재희